# Associação Popular Democrática Timorense
A Associação Popular Democrática Timorense (APODETI) foi um partido político em Timor-Leste estabelecido em 1974, que favorecia a integração com a Indonésia. Juntamente com outro partido de Timor-Leste, a União Democrática Timorense (UDT), assinou uma petição em 1975 pedindo que a Indonésia anexasse a região.

## História
Timor-Leste foi uma colónia portuguesa por várias centenas de anos. Quando a Revolução dos Cravos derrubou o regime de Lisboa em 1974, Timor-Leste entrou em um período de instabilidade. Uma das primeiras mudanças foi a legalização dos partidos políticos. Juntamente com a União Democrática Timorense e a Fretilin, a APODETI foi fundada rapidamente após o anúncio. Os líderes deste partido acreditavam que Timor-Leste não seria um estado independente viável.
Em 27 de maio de 1974, um grupo de trinta indivíduos reuniu-se para criar um partido para defender a integração na Indonésia. Conhecida originalmente por União dos Povos Timorenses (UPT) e, posteriormente, por Associação para a Integração de Timor na Indonésia, (AITI), mas os organizadores decidiram que a posição pró-integração era impopular e decidiram remover a palavra de seu nome.
No seu manifesto original, o partido pedia "integração autónoma" na Indonésia e declarava apoio aos direitos humanos e à liberdade de expressão. O partido também defendeu o ensino de indonésio nas escolas de Timor-Leste.
O primeiro presidente da APODETI foi Arnaldo dos Reis Araújo, criador de gado de 60 anos que colaborou com as forças de invasão japonesas durante a Segunda Guerra Mundial. Araújo passou vários meses em Jacarta durante 1974, onde conheceu funcionários do governo que rapidamente encontraram maneiras de apoiar sua organização. Mais tarde, tornou-se o primeiro governador de Timor-Timur sob o domínio indonésio. O primeiro vice-presidente do partido foi Hermenegildo Martins, proprietário de uma plantação de café. Outro líder importante do APODETI foi um ex-professor chamado José Osório Soares. Ecoando o sentimento de que Timor-Timur não poderia sobreviver como um estado independente, ele professou uma forte fé na vontade da Indonésia de ajudar. Em 1975, ele disse: "Não precisamos de neocolonialismo, apenas um pouco de controle da Indonésia; e se precisarmos de algumas coisas, talvez possamos obtê-los da Indonésia".
A popularidade do APODETI foi baixa em comparação com a Fretilin pró-independência e até a UDT mais moderada. Ainda assim, recebeu um apoio considerável do governo indonésio, na forma de doações financeiras e declarações de solidariedade. Quando os líderes da APODETI anunciaram que 70% da população endossava a integração, as autoridades indonésias repetiram a alegação e ela se tornou um grampo dos relatos nos órgãos de comunicação social da em Jacarta. Ao mesmo tempo, os líderes do partido foram ridicularizados em Timor-Leste, e alguns viajaram acompanhados por guarda-costas. Isso, por sua vez, levou a declarações mais beligerantes dos líderes da APODETI.